# McCreary County v. ACLU
McCreary County v. American Civil Liberties Union of Kentucky ist ein am Obersten Gerichtshof der Vereinigten Staaten verhandelter Fall zur religiösen Neutralität staatlicher Einrichtungen in den USA, insbesondere der Frage, ob die Zurschaustellung einer Tafel mit den Zehn Geboten in Gerichtsgebäuden die religiöse Neutralitätspflicht des Staates verletzt.

## Hintergrund
Auf Anordnung der regionalen Behörden wurden in drei Gerichtssälen in McCreary County im US-Bundesstaat Kentucky teils verzierte und mit Goldrahmen versehene Kopien der Zehn Gebote aufgehängt. Eine von der American Civil Liberties Union (ACLU) dagegen erhobene Beschwerde wurde von den Behörden mit dem Hinweis abgelehnt, die Zehn Gebote seien für die Gesetze im Staat Kentucky prägend gewesen. Ebenso enthalte die Gesetzgebung des Regionalparlaments immer wieder Verbindungen zum christlichen Glauben. Einer Entfernung der Zehn Gebote widersetzen sich die Behörden und stimmten lediglich zu, neben den entsprechenden Bilderrahmen auch erklärende Texte und in gleicher Größe eine Kopie der Bill of Rights anzubringen. Die American Civil Liberties Union klagte daraufhin wegen Verletzung des in der Verfassung der Vereinigten Staaten verankerten religiösen Neutralitätsgebotes (Establishment Clause).

## Urteil
Das Gericht urteilte in einer 5-4-Entscheidung (d. h. fünf Richter stimmten für die Entscheidung, vier dagegen), dass die Zurschaustellung der Zehn Gebote in Gerichtsgebäuden unzulässig ist. Sobald der Eindruck erweckt werde, der Staat fördere eine bestimmte Religion, sei das Neutralitätsgebot bereits verletzt. In der früheren Entscheidung Stone v. Graham habe das Gericht bereits festgestellt, dass die Zehn Gebote offensichtlich einer bestimmten Religion zugehörige Glaubensgrundsätze seien. Die Gebote seien nicht (nur) Ausdruck einer bestimmten Epoche oder Form allgemeiner Gesetzgebung, wie von den Behörden in McCreary County argumentiert wurde. Insbesondere das erste Gebot („Ich bin der Herr, Dein Gott, und du sollst keine anderen Götter neben mir haben“) führe unausweichlich zu einem Verständnis der Zehn Gebote in einem religiösen Zusammenhang. Zwar sei nicht jede Zurschaustellung der Zehn Gebote zwangsläufig verfassungswidrig, jedoch hätten die Behörden in McCreary County es versäumt, die Zehn Gebote ausreichend in Bezug zu anderen Quellen säkularer Gesetzgebung zu stellen. Die getroffenen Maßnahmen seien hierzu bei weitem nicht ausreichend gewesen. Eine diesbezüglich weitgehend isolierte Zurschaustellung der Zehn Gebote könne folglich als Förderung einer bestimmten Religion von staatlicher Seite interpretiert werden und sei daher nicht mit dem 1. Verfassungszusatz vereinbar.

## Mindermeinung
In seiner von drei anderen Richtern geteilten Mindermeinung kritisierte der Richter Antonin Scalia das Urteil des Gerichts. Anders als beispielsweise nach französischem Rechtsverständnis verlange der laizistische Charakter der Verfassung der Vereinigten Staaten keine vollständige Trennung von Staat und Religion. Die Ansicht, jedweder religiöser Bezug müsse von staatlichen Stellen zu vermieden werden, sei abzulehnen und entspreche weder dem historischen Rechtsverständnis des Landes noch der Intention der Gründungsväter der Vereinigten Staaten. Religiöse Bezüge, auch konkret christlicher Natur, gäbe es in vielfältiger Form in den unterschiedlichsten staatlichen Institutionen. Dies sei zum Beispiel der Fall bei der Eröffnung von Kongresssitzungen mit einem Gebet, beim Amtseid des Präsidenten „So help me God“ oder durch Aufdruck des Spruches „In God we trust“ auf US-amerikanischen Banknoten. Auch fordere die Verfassung zwar staatliche Neutralität gegenüber den Religionen, jedoch nicht zwangsläufig eine Neutralität zwischen Religiosität allgemein und Nicht-Religiosität. Die bloße Darstellung der Zehn Gebote bedeute nicht, dass die christliche Religion bevorzugt oder von staatlicher Seite unterstützt würde. Sofern keine Religion gegenüber einer anderen bevorzugt werde, und es nur um öffentliche Zurschaustellung religiöser Grundsätze einer bestimmten Religion gehe, seien die Grundsätze des ersten Verfassungsgrundsatzes gewahrt.